# Рейнвальд, Кристофина
Кристофина Рейнвальд (нем. Christophine Reinwald; урождённая Элизабет Кристофина Фридерика Шиллер, 4 сентября 1757[…], Марбах-на-Неккаре, Герцогство Вюртемберг — 31 августа 1847, Майнинген) — немецкая художница, старшая сестра Фридриха Шиллера.

## Биография
Элизабет Кристофина Фридерика Шиллер родилась 4 сентября 1757 года в семье офицера Иоганна Каспара Шиллера (1723—1796) и его жены Элизабет Доротеи Шиллер (урождённой Кодвайс; 1732—1802). Она была старшим ребёнком в семье, через два года после её рождения в 1759 году у неё на свет появился будущий поэт Фридрих Шиллер (1759—1805), с которым у неё сложились родственные узы в детстве. 
В 1764 году её семья переехала в Лорх, а в 1766 — в Людвигсбург. В 1775 году семья Шиллеров наконец переехала в Солитюд недалеко от Штутгарта, где Иоганн Каспар Шиллер взял на себя управление герцогскими садами.
Кристофина была одарённым рисовальщиком и была одной из первых, кто осознал талант Фридриха Шиллера, была знакома с его творчеством ещё в студенческие годы и вместе с матерью была одной из соучастниц его побега в 1782 году из Штутгарта. В Людвигсбурге, помимо заботы о младших братьях и сёстрах и работы по дому, редким развлечением стало её хорошее знакомство с художницей Людовикой Симановиц, по примеру которой она также сама занималась рисунками и живописью.
В мае 1783 года она познакомилась через своего брата посредством переписки с майнингенским библиотекарем, а затем придворным советником Вильгельмом Рейнвальдом (1737—1815), с которым она лично познакомилась в 1784 году, и вышла за него замуж в 1786 году. Рейнвальд был другом её брата с 1782 года, но Фридрих Шиллер считал его скупым и сначала был недоволен этой связью, но позже стал регулярно навещать Рейнвальдов в Майнингене. Брак Вильгельма и Кристофины остался бездетным.
В 1796 году, когда её брат не смог навестить отца, лежащего на смертном одре, из-за собственной болезни, она поехала вместо него в Вюртемберг, чтобы прочитать письма Фридриха отцу. После матери в 1802 году она стала ещё больше ориентироваться на своего брата и издала памятные листки для друзей поэта, в которых рассказывала о совместной молодости. Она покинула Майнинген в 1816 году после смерти своего мужа и сначала поселилась со своей сестрой в Мекмюле, но больше не могла поддерживать связи со своей семьёй. 
После совместного путешествия по Швейцарии со своей подругой Луизой Хайм (дочерью советника Майнингена Иоганна Людвига Хайма и племянницей Эрнста Людвига Хайма) осенью 1822 года она вернулась в Майнинген. Сначала она жила в Каменном доме, а с 1832 года — в доме Хаймшен, где в её память была установлена мемориальная доска. Там она умерла 31 августа 1847 года незадолго до 90-летия.
Кристофина Рейнвальд была похоронена на Паркфридхоф, Майнинген. В 2006 году в рамках проекта "Кодекс Фридриха Шиллера" с места захоронения были извлечены её кости для анализа ДНК, а затем повторно захоронены.